# Hôtel de Chazerat
L'hôtel de Chazerat est un hôtel particulier de style Louis XVI au no 4 de la rue Pascal (ancienne rue des Nobles), non loin de la cathédrale, sur la pente orientale de la colline de Clermont à Clermont-Ferrand en France.

## Histoire
Commencé entre 1760 et 1769 par l’architecte Pierre Peyrat à l'emplacement de l'hôtel de Ribeyre, il fut terminé en 1769 par ses successeurs, Gilbert Fournier, puis Antoine Deval.
Chazerat ayant émigré, l’hôtel fut vendu comme bien national à la Révolution. La municipalité de Clermont l'acheta pour y installer ses services administratifs. Antoine de Chazerat put récupérer son hôtel en 1806 et le garda jusqu’à sa mort en 1824. L'hôtel abrita ensuite l'évêché jusqu’à la loi de séparation de l’Église et de l’État. Pendant la Première Guerre mondiale, il fut utilisé comme hôpital ; après la guerre, il fut occupé par la faculté de lettres, qui y resta jusqu’à son installation en 1937 dans le bâtiment de l'avenue Carnot. Après avoir été affecté jusqu’en 1978 aux services de l'enregistrement, il fit l'objet d'une restauration complète et devint, en 1982, le siège de la direction régionale des Affaires culturelles (DRAC).
L'hôtel de Chazerat est inscrit comme monument historique depuis 1926 (arrêté du 5 juillet 1926). Certaines parties (façades, toitures, cour ovale, terrasse, grand salon et bureau attenant) ont été classées par arrêté du 18 juin 1979.

## Style et organisation
Il est bâti en pierre de Volvic comme la plupart des édifices de la région depuis le XIIIe siècle. Un portail monumental donne accès à la cour d’honneur, qui se caractérise par sa forme ovale et dont les murs sont scandés par des pilastres cannelés et sont surmontés d'une balustrade. À l'intérieur, le grand salon d'apparat blanc et doré présente, au-dessus des portes, des médaillons de gypse représentant les quatre saisons. Ce grand salon donne, à l'est, sur une terrasse qui domine un petit jardin à la française.
En contrebas, sur la rue de l’Oratoire, se trouvait l'entrée de vastes écuries, signalées par les bustes de chevaux qui encadrent le porche. Les services administratifs de l'intendance étaient logés dans l'immeuble voisin, l'hôtel Poisson (aujourd'hui au no 2 de la rue Pascal).

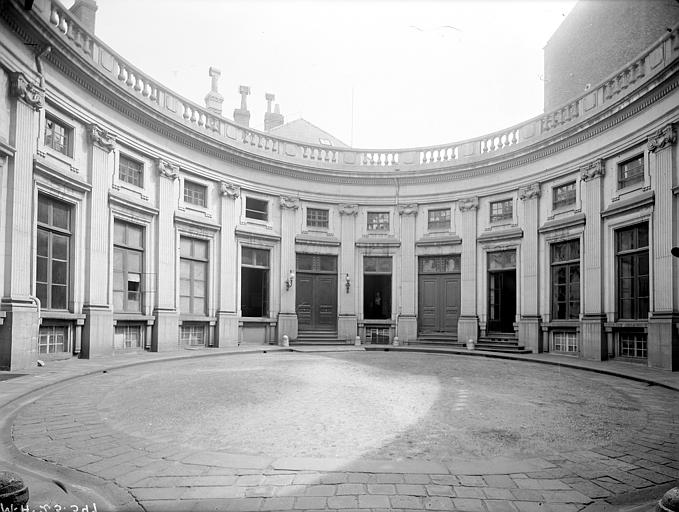
Cour.
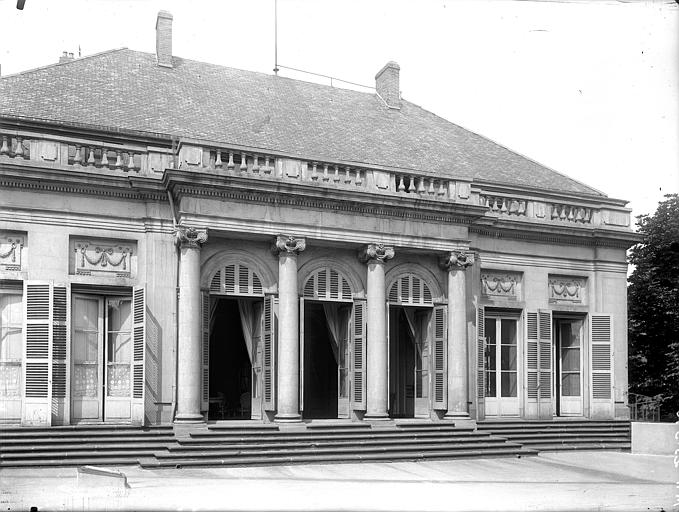
Façade sur le jardin.
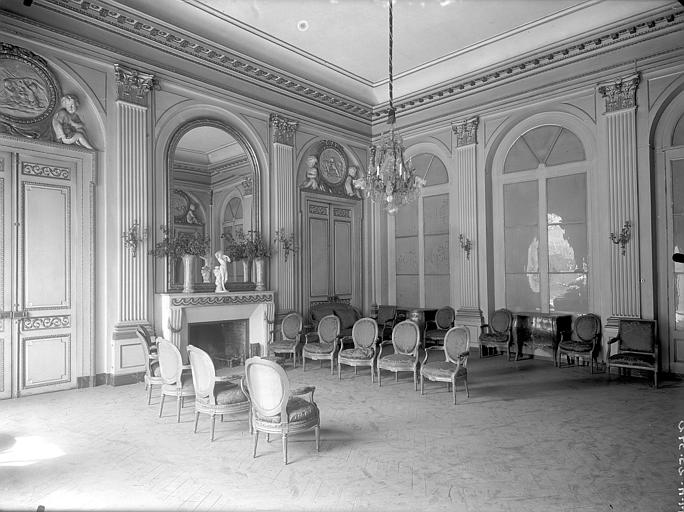
Salon.